# Інпут (ном)

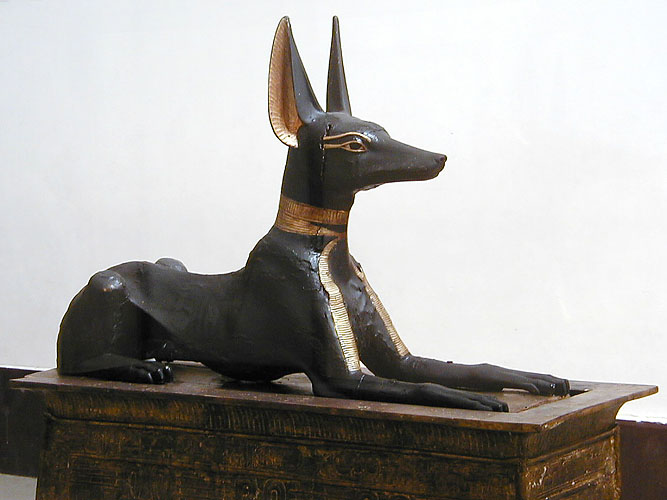
Анубіс в образі собаки, що лежить. Статуетка з гробниці Тутанхамона

Інпут — у давнину XVII септ (ном) Верхнього Єгипту.
Грецька назва — Кінополіський ном — пов'язана з грецьким найменуванням адміністративного центру септу, міста Кінополь, який єгипетською називався Гор-ді. Єгипетська назва септу походить від імені шакалоголового бога Інпу (Анубіса) та його дружини шакалоголової богині Інпут, культ яких був головним на тій території й походив від тотемного покровителя септу — чорного шакала (чи дикої собаки), що лежить.